# Coelostat
Der Coelostat oder Zölostat ist ein Hilfsinstrument in der praktischen Astronomie, um richtungsfeste Fernrohre – insbesondere Turmteleskope – der täglichen Himmelsdrehung nachzuführen. Hierzu werden zumeist zwei in geeigneter Weise angeordnete und bewegliche Planspiegel benutzt. Ein Coelostat zeichnet sich, in der Nomenklatur nach Gabriel Lippmann, dadurch aus, dass die Nachführung keine Bildfelddrehung aufweist. Hierdurch unterscheiden sich Coelostaten von Heliostaten, Uranostaten und Siderostaten, die dieselbe Aufgabe haben, aber geringfügig anders aufgebaut sind.
Mittels der zwei beweglichen Spiegel des Coelostaten wird das Licht des Beobachtungsobjekts, insbesondere der Sonne, so umgelenkt, dass es immer in ein ortsfest aufgestelltes Beobachtungsgerät fällt. Da man bei dieser Methode nur die zwei Spiegel bewegen muss, sind sehr große Sonnenbeobachtungsanlagen realisierbar. Das eigentliche Beobachtungsgerät (Linsen- oder Spiegelteleskop) darf insbesondere eine sehr lange Brennweite haben, da es für die Nachführung nicht bewegt zu werden braucht.

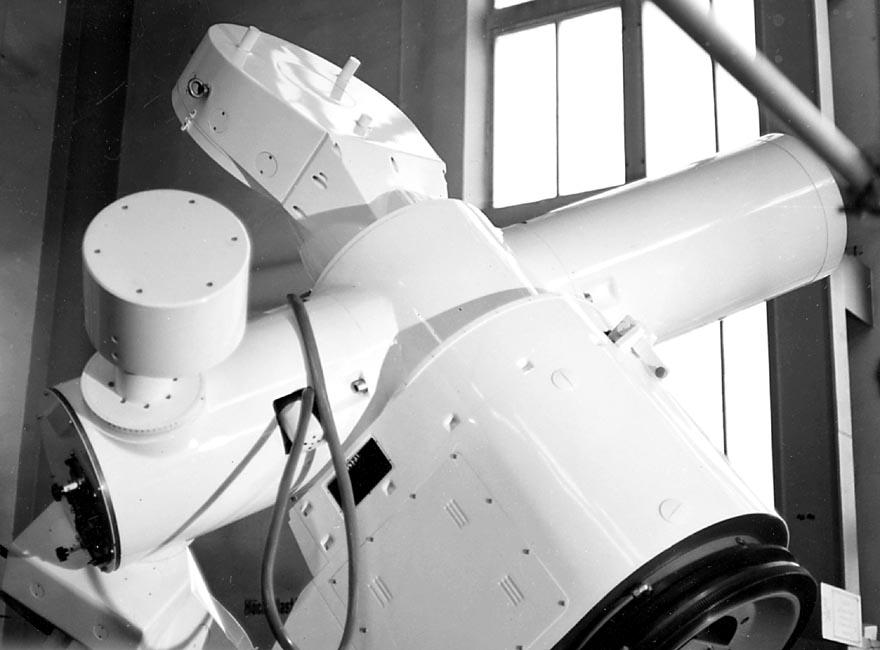
Jensch-Coelostat

Mit dem Jensch-Coelostat, benannt nach seinem Erfinder Alfred Jensch, kann der gesamte Himmel beobachtet werden, ohne dass sich die beiden Spiegel gegenseitig abschatten. Die Einstellung von Himmelspositionen in den Koordinaten Deklination und Rektaszension ist in gleicher Weise möglich wie bei einer üblichen äquatorialen Fernrohrmontierung. Sie muss aber durch die zweifache Spiegelung besonders genau sein.